# Matt McKay
Matthew Graham "Matt" McKay (Brisbane, 11 januari 1983) is een Australisch-Grieks voormalig voetballer die doorgaans speelde als middenvelder. Tussen 2001 en 2019 was hij actief voor Brisbane Strikers, Eastern Suburbs, Brisbane Roar, Rangers FC, Busan IPark, Changchun Yatai en opnieuw Brisbane Roar. McKay maakte in 2006 zijn debuut in het Australisch voetbalelftal en kwam uiteindelijk tot negenenvijftig interlands.

## Clubcarrière
McKay tekende in 2001 bij Brisbane Strikers, waar hij tot 2004 zou spelen. Hij speelde nog even voor de Eastern Suburbs, maar tekende later bij Brisbane Roar. Aldaar kwam hij gedurende zes jaar vaker dan honderd keer in actie (ondanks een verhuurperiode bij Changchun Yatai in China) en in 2011 verkaste hij naar Rangers FC. Hij speelde slechts driemaal in Schotland en via Busan IPark keerde hij terug bij Changchun Yatai. Die club verloor hem na zestien wedstrijden alweer toen hij op 11 augustus 2013 een contract voor twee jaar ondertekende bij een andere oude club van hem, Brisbane Roar. Deze verbintenis werd later verlengd tot medio 2017 en eind 2016 werd daar nog een jaartje aan vastgeplakt. In april 2018 kwamen McKay en Brisbane Roar tot een akkoord over een verlenging van opnieuw één seizoen. Dit contract zat McKay uit, voor hij medio 2019 een punt zette achter zijn actieve loopbaan.

## Interlandcarrière
McKay maakte zijn debuut in het Australisch voetbalelftal op 16 augustus 2006, toen met 2–0 gewonnen werd tegen Koeweit. De middenvelder mocht in de tweede helft invallen voor Steve Corica. Op 6 september 2012 scoorde hij tegen Libanon (0–3 winst) zijn eerste doelpunt in het nationale team. Tegen Guam (9–0) op 7 december 2012 was hij voor het eerst aanvoerder.

## Erelijst
| Competitie              |               |                  |               |               |
| Competitie              | Aantal        | Jaren            |               |               |
| Brisbane Roar           | Brisbane Roar | Brisbane Roar    | Brisbane Roar | Brisbane Roar |
| ----------------------- | ------------- | ---------------- | ------------- | ------------- |
| A-League                | 2             | 2010/11, 2013/14 |               |               |
| Australië               |               |                  |               |               |
| Aziatisch Kampioenschap | 1             | 2015             |               |               |